# Cantó de Corps
El cantó de Corps era una divisió administrativa francesa del departament de la Isèra, situat al districte de Grenoble. Comptava amb 13 municipis i el cap era Còrps. Va desaparèixer el 2015.
El constituïen els municipis d'Ambel, Beaufin, Còrps, Les Côtes-de-Corps, Monestier-d'Ambel, Pellafol, Quet-en-Beaumont, Sainte-Luce, Saint-Laurent-en-Beaumont, Saint-Michel-en-Beaumont, Saint-Pierre-de-Méaroz, La Salette-Fallavaux i La Salle-en-Beaumont.

## Història
| Data d'elecció                           | Identitat      | Partit                                  | Qualitat |
| ---------------------------------------- | -------------- | --------------------------------------- | -------- |
| 1949-1967                                | M. Pallanchard | SFIO                                    |          |
| 1967-1973                                | M. Hostache    | Divers droite                           |          |
| 1973-2011                                | Gérard Cardin  | PS, després Divers droite, proper a UMP |          |
| 2011-2015                                | Fabien Mulyk   | Divers droite                           |          |
| les dades anteriors no són pas conegudes |                |                                         |          |
|                                          |                |                                         |          |

## Demografia
| 1962  | 1968  | 1975  | 1982  | 1990  | 1999  | 2007  |
| ----- | ----- | ----- | ----- | ----- | ----- | ----- |
| 1.593 | 1.988 | 1.622 | 1.677 | 1.693 | 1.597 | 1.727 |